# Philippe Mahoux
Pour les articles homonymes, voir Mahoux.
 (juillet 2013).
Si vous disposez d'ouvrages ou d'articles de référence ou si vous connaissez des sites web de qualité traitant du thème abordé ici, merci de compléter l'article en donnant les références utiles à sa vérifiabilité et en les liant à la section « Notes et références ».
Philippe Mahoux, né le 26 juin 1944 à Ciney, est un médecin et homme politique belge wallon, membre du PS.

## Biographie
Philippe Mahoux fait ses études secondaires à l'Athénée royal de Namur. Ensuite, diplômé chirurgien à l’Université catholique de Louvain, il complète sa formation comme « assistant étranger des hôpitaux de Paris » durant deux ans.
Il pratique ensuite au Centre Hospitalier Régional de Namur en tant que chirurgien, puis comme chef du service de chirurgie abdominale.
En 1979, il réalise sa première mission humanitaire à Beyrouth avec le Croissant-Rouge.
Ensuite, durant les mois d’été, il effectue régulièrement des missions à l'Étranger via le Croissant Rouge, MSF, Oxfam ou encore Solidarité socialiste.
En 1990, il devient sénateur. Il devient quatre ans plus tard ministre de l’Éducation et de l’Audiovisuel (1994-1996). Il revient ensuite sur les bancs sénatoriaux d’abord comme vice-président du sénat puis comme chef du groupe socialiste.
Durant la législature 1995-1999, il est vice-président et rapporteur de la commission chargée de se pencher sur l’assassinat des dix paras belges et du génocide rwandais. Les travaux se sont conclus sur un rapport remis en 1997.
Durant la législature 1999-2003, il contribue à la loi dépénalisant l’euthanasie, la loi interdisant les tests génétiques à l’embauche, la loi sur l’anti-discrimination, la loi sur la recherche sur embryons et la loi autorisant le mariage homosexuel.
Lors de la législature 2003-2007, il mène à son terme, avec l'aide de tout le groupe des parlementaires socialistes, des dossiers législatifs tels que l'interdiction des bombes à sous munitions, l'interdiction du financement des mines antipersonnel et des bombes à sous-munitions, la procréation médicalement assistée (PMA) ou encore le secret des sources.
Jusqu'en 2017, il était président du groupe PS au sénat.

## Parcours
- Docteur en médecine
- Assistant étranger des hôpitaux de Paris
- Chirurgien
- Chef de service de chirgugie abdominale – Centre Hospitalier Régional de Namur, de 1985 à 1996
- 1988-1994 : président du Comité subrégional de l’emploi de Namur
- 1990-1991 : sénateur provincial de Namur
- 1991-1995 : sénateur de l’arrondissement de Namur-Dinant-Philippeville
- 1991-1995 : membre du Conseil régional wallon
- 1991-1995 : membre du Conseil de la Communauté française
- 1993-1994 : membre du Conseil supérieur de l’audiovisuel de la Communauté française
- 1994-1995 : ministre de la Communauté française, chargé de l’Éducation et de l’Audiovisuel
- 1995-2000 : conseiller communal (Namur)
- 1995-1999 : premier vice-président du Sénat
- 2001-2006 : bourgmestre (Gesves)
- Depuis 2006 : conseiller communal (Gesves)
- Depuis le 21 mai 1995 au 25 mai 2014 : sénateur élu par le Collège électoral français
- Depuis le 19 juillet 1999 : Président du Groupe socialiste du Sénat

## Mandats politiques
- Sénateur depuis 1990
- Ministres de l'Education et de l'Audiovisuel (1994-1995)
- Premier Vice-Président du Sénat (1995-1999)
- Membre du Conseil Supérieur de l'Audiovisuel (1993-1994)
- Président du Comité subrégional de l'emploi de Namur (1988-1994)
- Bourgmestre de Gesves (2001-2006)
- Membre du Comité des Droits de l’Homme de l’Union interparlementaire
- Président du Groupe socialiste du Sénat

## Mandats internationaux
- Co-président du Comité fédéral chargé des questions européennes du Parlement fédéral belge
- Vice-Président de l’Assemblée parlementaire du Conseil de l’Europe (2013-2014)
- Membre de la Commission des questions juridiques et des droits de l'Homme de l’Assemblée parlementaire du Conseil de l’Europe (APCE)
- Membre de la Commission du Suivi et Commission Règlement, immunités et affaires institutionnelles de l’Assemblée parlementaire du Conseil de l’Europe (APCE)
- Représentant de la Commission des questions juridiques de l’Assemblée parlementaire du Conseil de l’Europe auprès de la Commission européenne pour la démocratie par le droit (Commission de Venise)
- Membre du Comité des droits de l'Homme des Parlementaires (de 2007 à ce jour)
- Membre de la Délégation belge aux Assemblées de l'Union Interparlementaire (depuis 2007)
- Président du Comité des Droits de l’Homme des Parlementaires de l'Union Interparlementaire (UIP) (2011-2013)
- Vice-Président du Comité des droits de l’Homme des Parlementaires de l'Union Interparlementaire (2010)
- Président du groupe des Douze Plus (groupe géopolitique des pays occidentaux au sein de l’UIP)
- Membre du Comité chargé de promouvoir le respect du droit international humanitaire de l'UIP
- Membre de l'Assemblée Parlementaire de l'Organisation pour la Sécurité et la Coopération en Europe - OSCE (2009-2010)
- Membre de l'Assemblée parlementaire du Conseil de l'Europe (depuis 2010) et de l'Assemblée de l'Union de l'Europe occidentale (2010-2011)

## Autres mandats
- Président de la Commission Éthique du Parti socialiste
- Président du G.S.A.R.A. (Groupe Socialiste d’animation et de réflexion audio-visuelles)
- Président de Canal C – Télévision communautaire de Namur (1985-2010)
- Président de Point Culture
- Président de Lire et Écrire Namur (alphabétisation)
- Président de Solidarité Socialiste asbl
- Administrateur de Solidarité socialiste
- Administrateur du Festival du Film francophone de Namur
- Administrateur de la Fédération des télévisions locales et communautaires

## Décorations
- Commandeur de l’Ordre de Léopold (21 mai 2014)
- Chevalier de l'Ordre de la Légion d'honneur (2 mai 2007, France)

## Missions internationales sur le plan humanitaire
- 1979  Beyrouth (Croix Rouge et Croissant Rouge)
- 1981  Érythrée (Médecin Sans Frontières)
- 1982  Tchad (Médecin Sans Frontières)
- 1983  Tchad (Médecin Sans Frontières)
- 1984  Tchad (Médecin Sans Frontières)
- 1985  Éthiopie (Médecin Sans Frontières)
- 1986  Érythrée (Médecin Sans Frontières)
- 1987  Israël –Palestine (OXFAM)
- 1988  Surinam (Médecin Sans Frontières)
- 1989  Guinée (Médecin Sans Frontières)
- 1990  Liberia (Médecin Sans Frontières)
- 1991  Laos (Médecin Sans Frontières)
- 1992  Balkans  (Solidarité socialiste)
- 1993  Palestine –territoires occupés (Solidarité socialiste)

## Missions internationales sur le plan politique
- 1996   Observateur des élections en Russie
- 1996   Mission au Rwanda comme rapporteur de la commission d’enquête du Sénat belge sur le génocide
- 1997  Mission au Sénégal –comité d’Afrique de l’Internationale socialiste
- 1997   Mission au Rwanda comme rapporteur de la commission d’enquête du Sénat belge sur le génocide
- 2002   Mission en Côte d’Ivoire
- 2003   Mission au Congo – séminaire de formation des cadres politiques
- 2004   Mission au Congo – séminaire de formation des cadres politiques
- 2005   Mission au Burundi – AWEPA
- 2006  Observateur des élections en Palestine
- 2006   Mission au Sénégal – coopération au développement décentralisée
- 2006   Mission à New York – Délégué du Sénat à la conférence des Nations unies sur le Sida
- 2007  Mission en Chine (section bilatérale UIP)
- 2009   Mission UIP au Niger (Comité des droits de l’homme des parlementaires)
- 2010  Audition UIP aux Nations unies
- 2010   Mission UIP au Yémen (Comité des droits de l’homme des parlementaires)
- 2011   Mission UIP au Rwanda (Comité des droits de l’homme des parlementaires)
- 2011   Mission UIP au Burundi (Comité des droits de l’homme des parlementaires)